# 장정희
장정희(한국 한자: 張貞喜, 1958년 6월 20일 ~ )는 대한민국의 배우이다. 1978년부터 연극 배우로 활동하다가, 1983년에 KBS 10기 공채 탤런트로 정식 데뷔하여 배우 활동을 시작했다.

## 드라마
KBS
- 1986년 《원효대사》
- 1987년 《환멸을 찾아서》
- 1987년 《토지》
- 1988년 《사로잡힌 영혼》
- 1989년 《사랑의 굴레》
- 1990년 《서울뚝배기》
- 1991년 《TV 손자병법》
- 1993년 《당신이 그리워질때》 ... 현자 역
- 1993년 《신 손자병법》
- 1994년 《딸부잣집》
- 1996년 《신세대 보고 - 어른들은 몰라요》
- 1996년 《첫사랑》
- 1996년 《겨울의 향기》
- 1998년 《너와 나의 노래》
- 1998년 《킬리만자로의 표범》
- 2003년 《찔레꽃》
- 2006년 《강이 되어 만나리》 ... 오복자 역
- 2006년 《눈의 여왕》 ... 고순자 역
- 2008년 《아빠 셋 엄마 하나》 ... 이진녀 역
- 2009년 《결혼 못하는 남자》 ... 조영실 역
- 2010년 《결혼해주세요》 ... 김종남 역
- 2012년 《전우치》 ... 상궁 맵지 역

타사
- 1995년 MBC 《제4공화국》 ... 장성희 역
- 1998년 SBS 《순풍 산부인과》
- 1999년 SBS 《토마토》
- 2000년 SBS 《덕이》
- 2001년 SBS 《엄마를 찾습니다》
- 2001년 SBS 《이 부부가 사는 법》
- 2002년 MBC 《그 햇살이 나에게》
- 2003년 MBC 《귀여운 여인》
- 2004년 SBS 《소풍가는 여자》 ... 미자 역
- 2006년 MBC 《MBC 베스트극장 - 저 별은 나의 별》 ... 권미자 역
- 2006년 MBC 《MBC 베스트극장 - 국물있습니다》 ... 광명댁 역
- 2007년 MBC 《히트》 ... 장용하의 부인 역
- 2007년 SBS 《강남엄마 따라잡기》 ... 나은미 역
- 2007년 MBC 《그라운드 제로》 ... 이영숙 역
- 2009년 MBC 《신데렐라맨》 ... 이끝순 역
- 2009년 MBC 《지붕뚫고 하이킥!》
- 2010년 SBS 《나쁜 남자》 ... 문재인의 어머니 역
- 2014년 MBC 《엄마의 정원》 ... 노라 역
- 2016년 SBS 《내 사위의 여자》 ... 천옥순 역
- 2017년 SBS 《달콤한 원수》 ... 차복남 회장 역
- 2018년 SBS 《강남 스캔들》 ... 고명심 사장 역

## 영화
- 1997년 《쁘아종》
- 2006년 《카리스마 탈출기》
- 2008년 《아기와 나》
- 2009년 《청담보살》
- 2009년 《천국의 우편배달부》
- 2021년 《색다른 그녀》

## 방송
- KBS1 《TV쇼 진품명품》
- KBS 《가족오락관》
- KBS 《TV는 사랑을 싣고》
- MBN 《엄지의 제왕》